# Coupe du monde de hockey sur glace 2004
Navigation
1996 2016
La Coupe du monde de hockey sur glace 2004 est la seconde édition de la Coupe du monde de hockey sur glace. La compétition internationale, qui s'appelait jusqu'en 1991 Coupe Canada, a débuté en 1996. Elle a eu lieu du 30 août au 14 septembre 2004.

## Équipes participantes
Huit équipes sont conviées à participer à ce tournoi :
- Groupe A :
  -  Canada
  -  États-Unis
  -  Russie
  -  Slovaquie
- Groupe B :
  -  Allemagne
  -  Finlande
  -  Tchéquie
  -  Suède

## Lieux des parties

### Amérique du Nord
| Centre Air Canada | Centre Bell      | Xcel Energy Center    |
| ----------------- | ---------------- | --------------------- |
| Toronto, Ontario  | Montréal, Québec | Saint Paul, Minnesota |
|                   |                  |                       |

### Europe
| Cologne Arena | Hartwall Arena | Sazka Arena | Globe Arena |
| ------------- | -------------- | ----------- | ----------- |
| Cologne       | Helsinki       | Prague      | Stockholm   |
|               |                |             |             |

## Résultats

### Tour préliminaire

#### Division Amérique du Nord
| Clt   | Équipe     | PJ | V | D | N | DP | BP | BC | Pts |
| ----- | ---------- | -- | - | - | - | -- | -- | -- | --- |
| +001, | Canada     | 3  | 3 | 0 | 0 | 0  | 10 | 3  | 6   |
| +002, | Russie     | 3  | 2 | 1 | 0 | 0  | 9  | 6  | 4   |
| +003, | États-Unis | 3  | 1 | 2 | 0 | 0  | 5  | 6  | 2   |
| +004, | Slovaquie  | 3  | 0 | 3 | 0 | 0  | 4  | 12 | 0   |

| 31 août | États-Unis | 1-2 (0-1, 1-1, 0-0) | Canada | Centre Bell, Montréal 21 273 spectateurs |

| Feuille de match | Feuille de match             | Feuille de match | Feuille de match                                                                                | Feuille de match                                              |
| ---------------- | ---------------------------- | ---------------- | ----------------------------------------------------------------------------------------------- | ------------------------------------------------------------- |
|                  | Guerin (Gomez) — 30 min 40 s | 0-1 0-2 1-2      | St. Louis (Thornton, Niedermayer) — 16 min 1 s (SN) Sakic (Redden, St. Louis) — 23 min 5 s (SN) | Arbitrage : Brad Watson Paul Devorski Brian Murphy, Tim Nowak |
| Robert Esche     | Gardiens                     | Martin Brodeur   |                                                                                                 | Arbitrage : Brad Watson Paul Devorski Brian Murphy, Tim Nowak |
| 16 min           | Pénalités                    | 14 min           |                                                                                                 | Arbitrage : Brad Watson Paul Devorski Brian Murphy, Tim Nowak |
| 24               | Tirs                         | 32               |                                                                                                 | Arbitrage : Brad Watson Paul Devorski Brian Murphy, Tim Nowak |

| 1er septembre | Canada | 5-1 (2-0, 1-0, 2-1) | Slovaquie | Centre Bell, Montréal 21 273 spectateurs |

| Feuille de match | Feuille de match | Feuille de match        | Feuille de match                            | Feuille de match                              |
| ---------------- | --- | ----------------------- | ------------------------------------------- | --------------------------------------------- |
|                  | Thornton — 3 min 2 s Smyth (Foote, Lecavalier) — 4 min 43 s Gagné (St-Louis) — 24 min 7 s St-Louis (Richards, Foote) — 40 min 58 s (SN) Smyth (Lecavalier, Heatley) — 47 min 11 s | 1-0 2-0 3-0 4-0 4-1 5-1 | Cibák (Bartečko, Radivojevič) — 44 min 53 s | Arbitrage : Don Vanmassenhoven Stephen Walkom |
| Martin Brodeur   | Gardiens | Rastislav Staňa         |                                             | Arbitrage : Don Vanmassenhoven Stephen Walkom |
| 12 min           | Pénalités | 8 min                   |                                             | Arbitrage : Don Vanmassenhoven Stephen Walkom |
| 35               | Tirs | 25                      |                                             | Arbitrage : Don Vanmassenhoven Stephen Walkom |

| 2 septembre | Russie | 3-1 (0-0, 1-1, 2-0) | États-Unis | Xcel Energy Center, Saint Paul 18 064 spectateurs |

| Feuille de match | Feuille de match                                                                                       | Feuille de match | Feuille de match                              | Feuille de match                      |
| ---------------- | --- | ---------------- | --------------------------------------------- | ------------------------------------- |
|                  | Zubrus (Kvacha, Iachine) — 32 min 20 s Kovaliov (Khavanov) — 45 min 5 s Kozlov (Samsonov) — 58 min 2 s | 1-0 1-1 2-1 3-1  | Tkachuk (Modano, Rafalski) — 34 min 44 s (SN) | Arbitrage : Brad Watson Paul Devorski |
| Ilia Bryzgalov   | Gardiens                                                                                               | Robert Esche     |                                               | Arbitrage : Brad Watson Paul Devorski |
| 12 min           | Pénalités                                                                                              | 8 min            |                                               | Arbitrage : Brad Watson Paul Devorski |
| 45               | Tirs                                                                                                   | 21               |                                               | Arbitrage : Brad Watson Paul Devorski |

| 3 septembre | Slovaquie | 1-3 (1-2, 0-0, 0-1) | États-Unis | Xcel Energy Center, Saint Paul 17 104 spectateurs |

| Feuille de match | Feuille de match                         | Feuille de match | Feuille de match                                                                                               | Feuille de match                              |
| ---------------- | ---------------------------------------- | ---------------- | --- | --------------------------------------------- |
|                  | Nagy (Demitra, Chára) — 11 min 14 s (SN) | 0-1 1-1 1-2 1-3  | Smolinski (Leetch, Amonte) — 3 min 9 s (SN) Blake (Chelios, Gomez) — 13 min 27 s Guerin (Modano) — 56 min 17 s | Arbitrage : Don Vanmassenhoven Stephen Walkom |
| Ján Lašák        | Gardiens                                 | Rick DiPietro    | | Arbitrage : Don Vanmassenhoven Stephen Walkom |
| 12 min           | Pénalités                                | 12 min           | | Arbitrage : Don Vanmassenhoven Stephen Walkom |
| 17               | Tirs                                     | 39               | | Arbitrage : Don Vanmassenhoven Stephen Walkom |

| 4 septembre | Russie | 1-3 (0-0, 0-2, 1-1) | Canada | Centre Air Canada, Toronto 19 226 spectateurs |

| Feuille de match | Feuille de match                     | Feuille de match | Feuille de match                                                                                                 | Feuille de match                      |
| ---------------- | ------------------------------------ | ---------------- | --- | ------------------------------------- |
|                  | Gontchar (Afinoguenov) — 52 min 46 s | 0-1 0-3 1-3      | Richards (Gagne, Hannan) — 24 min 4 s (IN) Draper (Doan, Lecavalier) — 25 min 17 s Sakic (Lemieux) — 45 min 43 s | Arbitrage : Brad Watson Paul Devorski |
| Maksim Sokolov   | Gardiens                             | Martin Brodeur   | | Arbitrage : Brad Watson Paul Devorski |
| 12 min           | Pénalités                            | 12 min           | | Arbitrage : Brad Watson Paul Devorski |
| 28               | Tirs                                 | 28               | | Arbitrage : Brad Watson Paul Devorski |

| 5 septembre | Slovaquie | 2-5 (1-1, 0-2, 1-2) | Russie | Centre Air Canada, Toronto 18 115 spectateurs |

| Feuille de match | Feuille de match                                           | Feuille de match            | Feuille de match | Feuille de match                              |
| ---------------- | ---------------------------------------------------------- | --------------------------- | --- | --------------------------------------------- |
|                  | Hossa (Demitra, Chára) — 10 min 27 s Gáborík — 45 min 47 s | 0-1 1-1 1-2 1-3 1-4 2-4 2-5 | Datsiouk (Markov, Frolov) — 8 min 10 s Kovaliov — 32 min 1 s Samsonov (Zubrus, Gonchar) — 35 min 47 s Iachine (Frolov) — 40 min 59 s (IN) Ovetchkine (Afanassenkov) — 47 min 10 s | Arbitrage : Don Vanmassenhoven Stephen Walkom |
| Ján Lašák        | Gardiens                                                   | Ilia Bryzgalov              | | Arbitrage : Don Vanmassenhoven Stephen Walkom |
| 12 min           | Pénalités                                                  | 12 min                      | | Arbitrage : Don Vanmassenhoven Stephen Walkom |
| 27               | Tirs                                                       | 15                          | | Arbitrage : Don Vanmassenhoven Stephen Walkom |

#### Division Européenne
| Clt   | Équipe    | PJ | V | D | N | DP | BP | BC | Pts |
| ----- | --------- | -- | - | - | - | -- | -- | -- | --- |
| +001, | Finlande  | 3  | 2 | 0 | 1 | 0  | 11 | 4  | 5   |
| +002, | Suède     | 3  | 2 | 0 | 1 | 0  | 13 | 9  | 5   |
| +003, | Tchéquie  | 3  | 1 | 2 | 0 | 0  | 10 | 10 | 2   |
| +004, | Allemagne | 3  | 0 | 3 | 0 | 0  | 4  | 15 | 0   |

| 30 août | Tchéquie | 0-4 (0-1, 0-0, 0-3) | Finlande | Hartwall Arena, Helsinki 11 407 spectateurs |

| Feuille de match | Feuille de match | Feuille de match | Feuille de match | Feuille de match                        |
| ---------------- | ---------------- | ---------------- | --- | --------------------------------------- |
|                  |                  | 0-1 0-2 0-3 0-4  | Hentunen (Kapanen, Numminen) — 6 min 33 s S. Koivu (Lehtinen) — 40 min 30 s Kapanen (Salo, Peltonen) — 44 min 56 s (SN) Eloranta (Timonen, M. Koivu) — 48 min 51 s | Arbitrage : Don Koharski Marc Joannette |
| Tomáš Vokoun     | Gardiens         | Miikka Kiprusoff | | Arbitrage : Don Koharski Marc Joannette |
| 14 min           | Pénalités        | 4 min            | | Arbitrage : Don Koharski Marc Joannette |
| 12               | Tirs             | 34               | | Arbitrage : Don Koharski Marc Joannette |

| 31 août | Allemagne | 2-5 (1-1, 1-4, 0-0) | Suède | Globe Arena, Stockholm 12 252 spectateurs |

| Feuille de match | Feuille de match                                       | Feuille de match            | Feuille de match | Feuille de match                        |
| ---------------- | ------------------------------------------------------ | --------------------------- | --- | --------------------------------------- |
|                  | Sturm — 17 min 57 s (IN) Kreutzer (Boos) — 33 min (IN) | 0-1 1-1 1-2 1-3 1-4 2-4 2-5 | Holmström (Näslund, Forsberg) — 16 min 44 s (SN) Sundin — 21 min 59 s Johnsson (Alfredsson, Modin) — 27 min 26 s (SN) Nilsson (Sundin, Holmström) — 31 min 15 s Modin (Johnsson) — 36 min 25 s | Arbitrage : Dan Marouelli Kevin Pollock |
| Olaf Kolzig      | Gardiens                                               | Tommy Salo                  | | Arbitrage : Dan Marouelli Kevin Pollock |
| 14 min           | Pénalités                                              | 12 min                      | | Arbitrage : Dan Marouelli Kevin Pollock |
| 19               | Tirs                                                   | 42                          | | Arbitrage : Dan Marouelli Kevin Pollock |

| 1er septembre | Tchéquie | 3-4 (0-1, 0-3, 3-0) | Suède | Globe Arena, Stockholm 13 850 spectateurs |

| Feuille de match | Feuille de match                                                                     | Feuille de match            | Feuille de match | Feuille de match                        |
| ---------------- | ------------------------------------------------------------------------------------ | --------------------------- | --- | --------------------------------------- |
|                  | Ručínský (Havlát) — 43 min 20 s Židlický — 45 min 16 s Eliáš (Hamrlík) — 54 min 25 s | 0-1 0-2 0-3 0-4 1-4 2-4 3-4 | Modin (Sundin) — 11 min 49 s Forsberg (Holmström, Näslund) — 22 min 58 s (SN) Öhlund (Alfredsson, Modin) — 24 min 28 s (SN) Zetterberg (Johnsson) — 30 min 30 s (SN) | Arbitrage : Dan Marouelli Kevin Pollock |
| Tomáš Vokoun     | Gardiens                                                                             | Mikael Tellqvist            | | Arbitrage : Dan Marouelli Kevin Pollock |
| 16 min           | Pénalités                                                                            | 16 min                      | | Arbitrage : Dan Marouelli Kevin Pollock |
| 40               | Tirs                                                                                 | 20                          | | Arbitrage : Dan Marouelli Kevin Pollock |

| 2 septembre | Finlande | 3-0 (1-0, 1-0, 1-0) | Allemagne | Cologne Arena, Cologne 12 975 spectateurs |

| Feuille de match | Feuille de match | Feuille de match | Feuille de match | Feuille de match                        |
| ---------------- | --- | ---------------- | ---------------- | --------------------------------------- |
|                  | Timonen (Lehtinen, Selänne) — 10 min 47 s (SN) Selänne (Timonen, S. Koivu) — 31 min 27 s (SN) Lehtinen (Timonen) — 55 min 38 s | 1-0 2-0 3-0      |                  | Arbitrage : Don Koharski Marc Joannette |
| Miikka Kiprusoff | Gardiens | Olaf Kolzig      |                  | Arbitrage : Don Koharski Marc Joannette |
| 14 min           | Pénalités | 10 min           |                  | Arbitrage : Don Koharski Marc Joannette |
| 39               | Tirs | 29               |                  | Arbitrage : Don Koharski Marc Joannette |

| 3 septembre | Allemagne | 2-7 (0-0, 0-5, 2-2) | Tchéquie | Sazka Arena, Prague 11 944 spectateurs |

| Feuille de match | Feuille de match                                             | Feuille de match                    | Feuille de match | Feuille de match                        |
| ---------------- | ------------------------------------------------------------ | ----------------------------------- | --- | --------------------------------------- |
|                  | Boos (Lewandowski) — 43 min 55 s Hecht (Leask) — 57 min 19 s | 0-1 0-2 0-3 0-4 0-5 1-5 1-6 2-6 2-7 | Židlický (Straka, Prospal) — 22 min 56 s (SN) Šlégr (Dopita, Sýkora) — 24 min 26 s Jágr (Prospal) — 25 min 52 s Hejduk (Eliáš) — 30 min 50 s Eliáš (Havlát) — 35 min 48 s Havlát (Vlasák, Hamrlík) — 50 min 59 s Prospal (Jágr — 58 min 36 s | Arbitrage : Don Koharski Marc Joannette |
| Robert Müller    | Gardiens                                                     | Tomáš Vokoun                        | | Arbitrage : Don Koharski Marc Joannette |
|                  |                                                              |                                     | | Arbitrage : Don Koharski Marc Joannette |
| 30               | Tirs                                                         | 56                                  | | Arbitrage : Don Koharski Marc Joannette |

| 4 septembre | Suède | 4-4 (3-3, 0-1, 1-0, 0-0) | Finlande | Hartwall Arena, Helsinki 12 948 spectateurs |

| Feuille de match | Feuille de match | Feuille de match                | Feuille de match | Feuille de match                        |
| ---------------- | --- | ------------------------------- | --- | --------------------------------------- |
|                  | Modin — 12 min 27 s (SN) Lidström (Alfredsson, Sundin) — 17 min 24 s (SN) Modin (Johnsson) — 19 min 17 s Holmström (Forsberg, Modin) — 59 min 15 s | 0-1 0-2 1-2 1-3 2-3 3-3 3-4 4-4 | Peltonen (Ruutu, Vaananen) — 1 min 39 s Vaananen (Lydman, Hentunen) — 4 min 34 s (SN) S. Koivu (Lehtinen, Selänne) — 12 min 46 s Jokinen (Ruutu, Peltonen) — 20 min 38 s | Arbitrage : Dan Marouelli Kevin Pollock |
| Mikael Tellqvist | Gardiens | Miikka Kiprusoff                | | Arbitrage : Dan Marouelli Kevin Pollock |
| 8 min            | Pénalités | 16 min                          | | Arbitrage : Dan Marouelli Kevin Pollock |
| 30               | Tirs | 25                              | | Arbitrage : Dan Marouelli Kevin Pollock |

## Tour d'élimination

### Quarts de finale
| 6 septembre | Finlande | 2-1 (0-0, 1-0, 1-1) | Allemagne | Hartwall Arena, Helsinki 8 650 spectateurs |

| Feuille de match | Feuille de match                                                                       | Feuille de match | Feuille de match                    | Feuille de match |
| ---------------- | -------------------------------------------------------------------------------------- | ---------------- | ----------------------------------- | ---------------- |
|                  | Hagman (Kapanen, Timonen) — 30 min 50 s (SN) Eloranta (Timonen (Jokinen) — 56 min 38 s | 1-0 1-1 2-1      | Sturm (Goc, Kreutzer) — 53 min 58 s |                  |
| Miikka Kiprusoff | Gardiens                                                                               | Olaf Kolzig      |                                     |                  |
| 4 min            | Pénalités                                                                              | 8 min            |                                     |                  |
| 24               | Tirs                                                                                   | 28               |                                     |                  |

| 7 septembre | Tchéquie | 6-1 (2-0, 1-0, 3-1) | Suède | Globe Arena, Stockholm 11 957 spectateurs |

| Feuille de match | Feuille de match | Feuille de match            | Feuille de match                                 | Feuille de match                        |
| ---------------- | --- | --------------------------- | ------------------------------------------------ | --------------------------------------- |
|                  | Straka (Prospal) — 6 min 15 s Havlat (Elias) — 13 min 30 s Zidlicky (Straka) — 36 min 8 s Dvorak (Čajánek) — 48 min 17 s (IN) Hejduk (Zidlicky) — 54 min 37 s Hejduk (Čajánek) — 58 min 15 s (CV) | 1-0 2-0 3-0 4-0 5-0 5-1 6-1 | Holmström (Näslund, Forsberg) — 56 min 29 s (SN) | Arbitrage : Don Koharski Marc Joannette |
| Tomáš Vokoun     | Gardiens | Mikael Tellqvist            |                                                  | Arbitrage : Don Koharski Marc Joannette |
| 8 min            | Pénalités | 4 min                       |                                                  | Arbitrage : Don Koharski Marc Joannette |
| 32               | Tirs | 18                          |                                                  | Arbitrage : Don Koharski Marc Joannette |

| 7 septembre | États-Unis | 5-3 (1-0, 1-1, 3-2) | Russie | Xcel Energy Center, Saint Paul 17 218 spectateurs |

| Feuille de match | Feuille de match | Feuille de match                | Feuille de match | Feuille de match                      |
| ---------------- | --- | ------------------------------- | --- | ------------------------------------- |
|                  | Tkachuk (Modano, Rafalski) — 10 min 20 s Tkachuk (Guerin, Modano) — 21 min 56 s Gomez (Tkachuk) — 44 min 25 s Tkachuk (Guerin, Modano) — 44 min 46 s Tkachuk (Modano, Rafalski) — 59 min 5 s (CV) | 1-0 2-0 2-1 2-2 3-2 4-2 4-3 5-3 | Afanassenkov (Tchoubarov, Gontchar) — 27 min 14 s Zubrus (Iachine, Kasparaitis) — 40 min 36 s Kovaltchouk (Samsonov, Kovaliov) — 51 min 4 s (SN) | Arbitrage : Brad Watson Paul Devorski |
| Robert Esche     | Gardiens | Ilya Bryzgalov                  | | Arbitrage : Brad Watson Paul Devorski |
| 10 min           | Pénalités | 6 min                           | | Arbitrage : Brad Watson Paul Devorski |
| 21               | Tirs | 21                              | | Arbitrage : Brad Watson Paul Devorski |

| 8 septembre | Slovaquie | 0-5 (0-0, 0-4, 0-1) | Canada | Centre Air Canada, Toronto 18 786 spectateurs |

| Feuille de match | Feuille de match | Feuille de match    | Feuille de match | Feuille de match                               |
| ---------------- | ---------------- | ------------------- | --- | ---------------------------------------------- |
|                  |                  | 0-1 0-2 0-3 0-4 0-5 | Lecavalier (Richards, Brewer) — 22 min 28 s (SN) Iginla (Sakic, Brewer) — 25 min 26 s Smyth (Lecavalier, Heatley) — 31 min 29 s Sakic (Iginla, Lemieux) — 31 min 48 s Iginla (Lemieux, Sakic) — 47 min 49 s | Arbitrage : Don Van Massenhoven Stephen Walkom |
| Ján Lašák        | Gardiens         | Martin Brodeur      | | Arbitrage : Don Van Massenhoven Stephen Walkom |
| 8 min            | Pénalités        | 8 min               | | Arbitrage : Don Van Massenhoven Stephen Walkom |
| 23               | Tirs             | 26                  | | Arbitrage : Don Van Massenhoven Stephen Walkom |

### Demi-finales
| 10 septembre | États-Unis | 1-2 (0-0, 1-0, 0-2) | Finlande | Xcel Energy Center, Saint Paul 18 064 spectateurs |

| Feuille de match | Feuille de match                          | Feuille de match | Feuille de match                                                          | Feuille de match                        |
| ---------------- | ----------------------------------------- | ---------------- | ------------------------------------------------------------------------- | --------------------------------------- |
|                  | Weight (Gomez, Martin) — 32 min 57 s (SN) | 1-0 1-1 1-2      | Jokinen (Numminen) — 45 min 4 s S. Koivu (Vaananen, Selänne) — 56 min 6 s | Arbitrage : Don Koharski Marc Joannette |
| Robert Esche     | Gardiens                                  | Miikka Kiprusoff |                                                                           | Arbitrage : Don Koharski Marc Joannette |
| 6 min            | Pénalités                                 | 6 min            |                                                                           | Arbitrage : Don Koharski Marc Joannette |
| 17               | Tirs                                      | 12               |                                                                           | Arbitrage : Don Koharski Marc Joannette |

| 11 septembre | Tchéquie | 3-4 (pr) (0-0, 1-2, 2-1, 0-1) | Canada | Centre Air Canada, Toronto 19 273 spectateurs |

| Feuille de match | Feuille de match                                                                                            | Feuille de match            | Feuille de match | Feuille de match                         |
| ---------------- | --- | --------------------------- | --- | ---------------------------------------- |
|                  | Čajánek (Hejduk, Rucinsky) — 35 min 7 s Havlát (Kaberle, Hejduk) — 47 min 21 s Eliáš (Havlát) — 53 min 53 s | 0-1 0-2 1-2 2-2 2-3 3-3 3-4 | Brewer (Draper, Thornton) — 31 min 15 s Lemieux (Lecavalier, Richards) — 34 min 25 s (SN) Draper (Thornton) — 53 min 47 s Lecavalier (Smyth) — 63 min 45 s | Arbitrage : Paul Devorski Stephen Walkom |
| Tomáš Vokoun     | Gardiens | Roberto Luongo              | | Arbitrage : Paul Devorski Stephen Walkom |
| 2 min            | Pénalités                                                                                                   | 2 min                       | | Arbitrage : Paul Devorski Stephen Walkom |
| 40               | Tirs | 24                          | | Arbitrage : Paul Devorski Stephen Walkom |

### Finale
| 14 septembre | Finlande | 2-3 (1-1, 1-1, 0-1) | Canada | Centre Air Canada, Toronto 19 370 spectateurs |

| Feuille de match | Feuille de match                                            | Feuille de match    | Feuille de match                                                                                                 | Feuille de match                         |
| ---------------- | ----------------------------------------------------------- | ------------------- | --- | ---------------------------------------- |
|                  | Hahl (Lydman, Berg) — 6 min 34 s T. Ruutu (Lydman) — 39 min | 0-1 1-1 1-2 2-2 2-3 | Sakic (Lemieux, Brewer) — 52 s Niedermayer (Thornton, Draper) — 23 min 15 s Doan (Thornton, Foote) — 40 min 34 s | Arbitrage : Paul Devorski Stephen Walkom |
| Miikka Kiprusoff | Gardiens                                                    | Martin Brodeur      | | Arbitrage : Paul Devorski Stephen Walkom |
| 2 min            | Pénalités                                                   | 2 min               | | Arbitrage : Paul Devorski Stephen Walkom |
| 29               | Tirs                                                        | 33                  | | Arbitrage : Paul Devorski Stephen Walkom |

## Classement final
| Place             | Équipe     | Résultat final               |
| ----------------- | ---------- | ---------------------------- |
| Médaille d'or     | Canada     | Vainqueur                    |
| Médaille d'argent | Finlande   | Finaliste                    |
| 3                 | Tchéquie   | Éliminés en demi-finale      |
| 4                 | États-Unis | Éliminés en demi-finale      |
| 5                 | Suède      | Éliminés en quarts de finale |
| 6                 | Russie     | Éliminés en quarts de finale |
| 7                 | Slovaquie  | Éliminés en quarts de finale |
| 8                 | Allemagne  | Éliminés en quarts de finale |

## Récompenses individuelles
- Meilleur joueur (MVP) :  Vincent Lecavalier
- Équipe-type : 
  - Gardien :  Martin Brodeur
  - Défenseurs :  Adam Foote,  Kimmo Timonen
  - Attaquants :  Vincent Lecavalier,  Saku Koivu  Fredrik Modin

## Statistiques individuelles
Pour les significations des abréviations, voir statistiques du hockey sur glace.
| Clt | Joueur             | Équipe     | PJ | B | A | Pts | Pun |
| --- | ------------------ | ---------- | -- | - | - | --- | --- |
| 1   | Fredrik Modin      | Suède      | 4  | 4 | 4 | 8   | 2   |
| 2   | Vincent Lecavalier | Canada     | 6  | 2 | 5 | 7   | 8   |
| 3   | Keith Tkachuk      | États-Unis | 5  | 5 | 1 | 6   | 23  |
| 4   | Martin Havlat      | Tchéquie   | 5  | 3 | 3 | 6   | 2   |
| 5   | Joe Sakic          | Canada     | 6  | 3 | 3 | 6   | 2   |
| 6   | Kimmo Timonen      | Finlande   | 6  | 1 | 5 | 6   | 2   |
| 7   | Daniel Alfredsson  | Suède      | 4  | 0 | 6 | 6   | 2   |
| 8   | Mike Modano        | États-Unis | 5  | 0 | 6 | 6   | 0   |
| 9   | Milan Hejduk       | Tchéquie   | 5  | 3 | 2 | 5   | 2   |
| 10  | Patrik Elias       | Tchéquie   | 5  | 3 | 2 | 5   | 10  |

| Clt | Joueur           | Équipe     | PJ | Min     | BC | Moy  | %Arr | Bl |
| --- | ---------------- | ---------- | -- | ------- | -- | ---- | ---- | -- |
| 1   | Martin Brodeur   | Canada     | 5  | 300 min | 5  | 1,00 | 96,1 | 1  |
| 2   | Rick DiPietro    | États-Unis | 1  | 60 min  | 1  | 1,00 | 94,1 | 0  |
| 3   | Miikka Kiprusoff | Finlande   | 6  | 365 min | 9  | 1,50 | 93,9 | 2  |
| 4   | Tommy Salo       | Suède      | 1  | 60 min  | 2  | 2,00 | 89,5 | 0  |
| 5   | Ilya Bryzgalov   | Russie     | 3  | 180 min | 7  | 2,34 | 89,7 | 0  |
| 6   | Robert Esche     | États-Unis | 4  | 238 min | 10 | 2,53 | 90,9 | 0  |
| 7   | Roberto Luongo   | Canada     | 1  | 64 min  | 3  | 2,82 | 92,5 | 0  |
| 8   | Tomáš Vokoun     | Tchéquie   | 5  | 302 min | 15 | 2,98 | 88,1 | 0  |
| 9   | Maksim Sokolov   | Russie     | 1  | 60 min  | 3  | 3,01 | 89,3 | 0  |
| 10  | Olaf Kolzig      | Allemagne  | 3  | 180 min | 10 | 3,34 | 90,5 | 0  |